# SDP40F型柴油机车
SDP40F型柴油机车是美国通用汽车易安迪公司（GM-EMD）于1970年代初为美国国家铁路客运公司（美铁）设计制造的一款干线客运柴油机车。
1970年，为了挽救岌岌可危的美国铁路客运业务，美国国家铁路客运公司经国会批准成立，并于1971年5月1日起开始营运，接管了当时全美20家大型铁路公司的客运业务。1972年，美铁决定向易安迪公司订购全新的SDP40F型柴油机车，以汰换各种各样从不同铁路公司接手的柴油机车，尤其是那些车龄高达二十年的E8、E9型柴油机车。1973年6月至1974年8月，易安迪公司为美铁提供了两批共150台SDP40F型柴油机车。其中，第一批40台机车于1972年11月2日订购，合同总值1800万美元；第二批110台机车于1973年10月12日订购，合同总值5000万美元。1973年6月22日，SDP40F型柴油机车首次投入营运，牵引从芝加哥开往洛杉矶的超级酋长号列车。SDP40F型柴油机车投入运用初期，主要用于牵引美国西部的长途城际旅客列车。
然而，SDP40F型柴油机车投入运用不久之后，就发生了一系列涉及该型机车的列车脱轨事故，大多数事故都是发生在两台SDP40F型机车重联牵引而机后一位为行李车的列车上。虽然这些脱轨事故所造成的破坏十分轻微，但发生频率却令人忧虑。1974年至1976年美铁联同易安迪公司、美国铁路协会、联邦铁路管理局等曾经对此进行了详细调查，并怀疑空心摇枕转向架和蒸汽锅炉水箱重量不平衡有可能是脱轨的元凶，但对于事故原因最终仍然无法得出确切的结论。与此同时，随着采用机车供电及电气供暖的美铁“美铁普运型铁路客车”投入运用，SDP40F型柴油机车所采用的蒸汽锅炉供暖已无法适应新一代铁路客车的牵引需要。最终，被这些问题困扰多时的美铁决定放弃SDP40F型柴油机车，改为采用更为可靠的F40PH型柴油机车。1977年至1987年间，美铁向易安迪公司陆续退回共132台SDP40F型柴油机车，并将其改造成相同功率等级的F40PHR型柴油机车。
SDP40F型柴油机车是干线客运用的六轴柴油机车，采用单司机室、底架承载结构、双侧内走廊的棚式车体，实际上相当于采用全宽度司机室和棚式车体的SD40-2型柴油机车。车体上部自前向后由司机室、电气室、动力室、冷却室、蒸汽锅炉室五部分组成。机车走行部为两台“Flexicoil”三轴转向架，采用导框式轴箱定位、橡胶摩擦减振器、两系弹簧悬挂装置（一系为轴箱螺旋圆弹簧，二系为摇枕螺旋弹簧）、心盘牵引装置、双侧闸瓦制动。动力装置为一台3,200马力、16气缸、二冲程、水冷式、涡轮增压的16-645E3型柴油机。传动系统采用交—直流电传动，柴油机输出轴通过联轴器驱动一台AR10型交流发电机，发出的交流电通过大功率硅整流装置转换为直流电，然后供给六台D77型直流牵引电动机。牵引电动机采用轴悬式驱动方式，牵引齿轮传动比为3.93（59：15）。